# 小行星20883
小行星20883（20883 Gervais）是一颗绕太阳运转的小行星，为主小行星带小行星。该小行星于2000年11月3日发现。

## 轨道参数
小行星20883的轨道半长轴为2.2529078 UA，离心率为0.132。